# Claude Julien
Claude Julien (* 23. April 1960 in Blind River, Ontario) ist ein ehemaliger kanadischer Eishockeyspieler und derzeitiger -trainer. Als Verteidiger bestritt er 14 Partien für die Nordiques de Québec in der National Hockey League (NHL), kam jedoch überwiegend in Minor Leagues zum Einsatz. Größere Bekanntheit erlangte er als Cheftrainer mehrerer NHL-Teams, so stand er bereits bei den Canadiens de Montréal, New Jersey Devils und Boston Bruins hinter der Bande, wobei er in Boston im Jahre 2009 den Jack Adams Award als bester Headcoach der NHL erhielt. Zudem gewann er mit den Bruins in den Playoffs 2011 den Stanley Cup. Zuletzt trainierte er, bereits zum zweiten Mal, bis Februar 2021 die Canadiens de Montréal und ist seit Juni 2024 als Assistenztrainer bei den St. Louis Blues tätig.

## Karriere
Claude Julien begann seine Karriere 1977 in der kanadischen Juniorenliga OHA bei den Oshawa Generals, wo er in seinem ersten Jahr aber nur elf Mal zum Einsatz kam. Während der Saison 1978/79 wechselte er innerhalb der Liga zu den Windsor Spitfires, wo er erstmals seine Offensivqualitäten präsentieren konnte. In der Spielzeit 1979/80 erzielte er 51 Punkte in 68 Spielen und wechselte in der folgenden Saison in den Profibereich zu den Port Huron Flags aus der International Hockey League.
Nachdem er dort an seine guten Leistungen aus der Zeit bei den Junioren anknüpfen konnte, nahmen ihn die St. Louis Blues aus der National Hockey League unter Vertrag und Julien spielte die folgenden zwei Jahre bei den Salt Lake Golden Eagles, dem CHL-Farmteam der Blues. Im August 1983 transferierten ihn die St. Louis Blues zu den Québec Nordiques. Für sie durfte er zwischen 1984 und 1986 14 Mal aufs Eis, ansonsten spielte er aber hauptsächlich beim Farmteam, den Fredericton Express in der American Hockey League.
Während der Saison 1987/88 wechselte er zum Ligakonkurrent Baltimore Skipjacks, ehe er im Sommer 1988 zu den Halifax Citadels ging, wo er die beste AHL-Saison seiner Karriere mit 60 Punkten in 79 Spielen bestritt. Nach einem weiteren Jahr in Halifax verließ Julien die AHL und wechselte zu den Kansas City Blades in die IHL. Nach einem Jahr kehrte er aber wieder zurück und bestritt bei den Moncton Hawks seine letzte Saison und beendete dann seine Karriere.
1996 kehrte Julien zum Eishockeysport zurück und übernahm den Posten als Cheftrainer der Hull Olympiques aus der kanadischen Juniorenliga LHJMQ. Gleich in seiner ersten Saison gewann er mit der Mannschaft den Coupe du Président und den Memorial Cup. Es folgten zwei erfolglose Spielzeiten, ehe er die Mannschaft 1999/2000 zurück in die Playoffs führte.

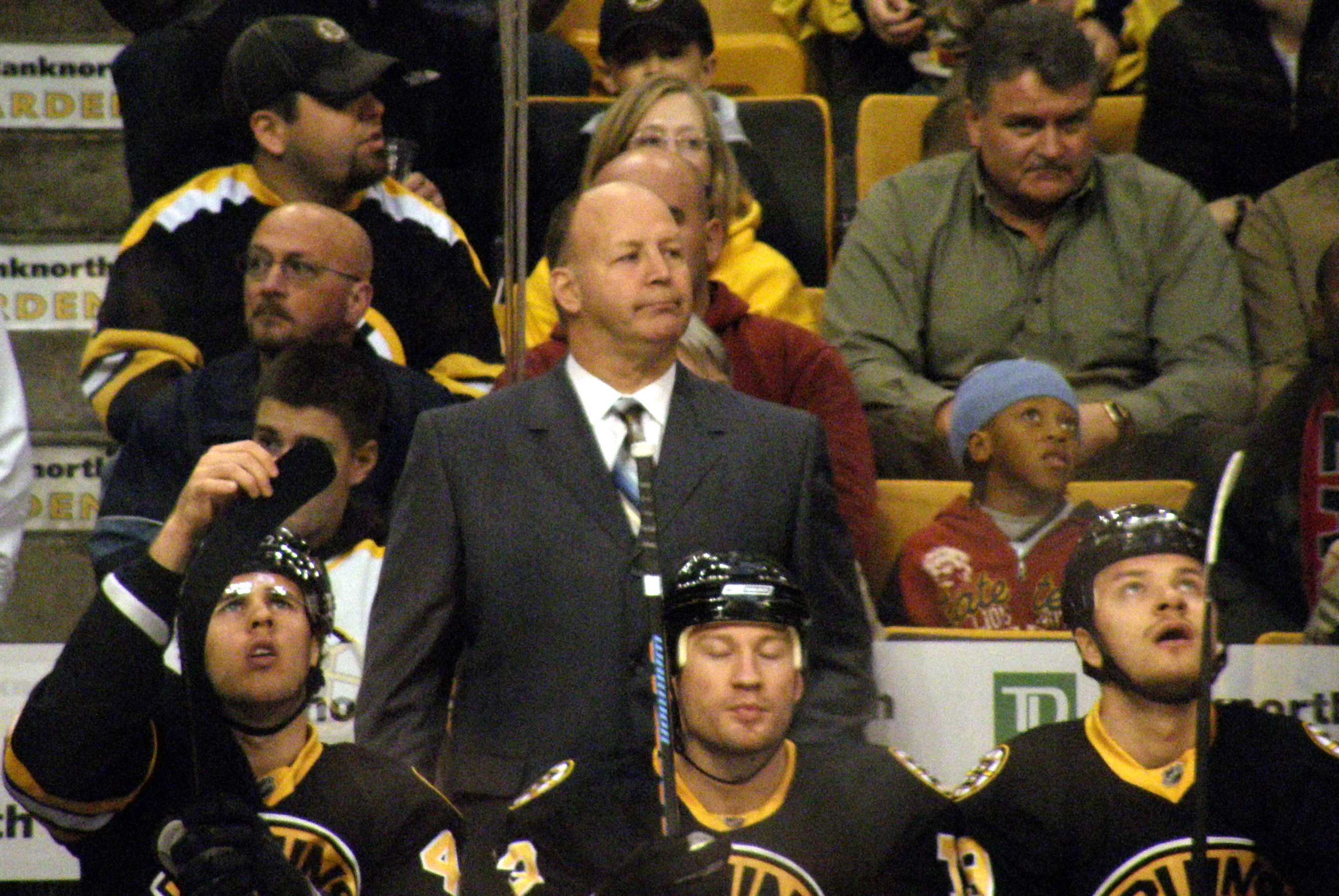
Julien als Cheftrainer der Boston Bruins

Im Sommer 2000 wurde Claude Julien als Trainer der Hamilton Bulldogs, dem AHL-Farmteam der Canadiens de Montréal, verpflichtet. Die erste Saison beschlossen die Bulldogs zwar auf dem vorletzten Platz, aber in der folgenden Saison steigerte sich die Mannschaft deutlich und sie zog bis in die dritte Runde der Playoffs ein. Während der Saison 2002/03 hatte Julien die Bulldogs in 45 Spielen zu 33 Siegen geführt, als er im Januar 2003 zum Cheftrainer der ´Canadiens befördert wurde. Ohne Julien zogen die Bulldogs bis ins Calder-Cup-Finale ein und obwohl er nur bei 45 der 80 Ligaspielen die Bulldogs betreut hatte, zeichnete ihn die AHL zusammen mit seinem Nachfolger Geoff Ward mit dem Louis A. R. Pieri Memorial Award als bester Trainer der Saison aus.
Die Canadiens führte Julien 2003/04 zu 41 Siegen und damit in die Playoffs, wo sie jedoch in der zweiten Runde scheiterten. Nachdem die Playoff-Teilnahme zur Hälfte der Saison 2005/06 für die Canadiens in Gefahr geraten war, wurde Julien entlassen.
Im Sommer 2006 erhielt er einen Vertrag bei den New Jersey Devils. Doch obwohl er 47 von 79 Spielen mit der Mannschaft gewann und die Devils somit auf den ersten Platz der Atlantic Division und zur ungefährdeten Playoff-Teilnahme führte, wurde Julien nur drei Spiele vor dem Ende der regulären Saison entlassen.
Am 21. Juni 2007 wurde Claude Julien als neuer Trainer der Boston Bruins vorgestellt. In seiner ersten Saison führte er die Bruins auf den achten Platz der Eastern Conference. In den Play-offs verloren die Bruins eine knappe Serie gegen die Canadiens. Im Folgejahr gewannen die Bruins in der Regular Season die Eastern Conference. Für diese Leistung wurde Julien mit dem Jack Adams Award ausgezeichnet.
In der Saison 2009/10 erreichte Julien mit den Bruins den sechsten Tabellenrang der Conference und damit die Play-offs. In den Conference Semifinals verlor das Team nach einer 3:0-Führung gegen die Philadelphia Flyers mit 3:4. In der folgenden Spielzeit gewannen die Bruins ihre Division und zogen als Drittplatzierter der Conference in die Play-offs ein. In der Saison 2010/11 gewann er als Cheftrainer der Bruins seinen ersten Stanley Cup. Dabei setzte er sich mit seinen Bruins im Finale gegen die Vancouver Canucks mit 4:3 durch.
Außerdem fungierte er als Assistenztrainer des Team Canada beim World Cup of Hockey 2016, bei dem die Mannschaft die Goldmedaille gewann.
Im Februar 2017 wurde Julien bei den Bruins entlassen und durch seinen bisherigen Assistenten Bruce Cassidy interimsweise ersetzt. Julien hatte die Bruins fast 10 Jahre trainiert war zu diesem Zeitpunkt der dienstälteste, bei einem Franchise tätige NHL-Coach. Mit 419 Siegen ist der Kanadier zudem der in dieser Statistik erfolgreichste Trainer in der Geschichte der Bruins.
Nur eine Woche nach seiner Entlassung in Boston wurde Julien als neuer Cheftrainer der Canadiens de Montréal vorgestellt. Er übernahm dort vom gleichzeitig entlassenen Michel Therrien, dessen Nachfolge er auch bei seinem Engagement in der Saison 2002/03 angetreten hatte. Seine zweite Amtszeit endete im Februar 2021, als er entlassen wurde und interimsweise durch Dominique Ducharme ersetzt wurde.
Anschließend fungierte Julien als Cheftrainer der kanadischen Nationalmannschaft bei den Olympischen Winterspielen 2022 sowie der Weltmeisterschaft 2022, wobei das Team bei Letzterer die Silbermedaille errang. Anschließend war er von der Saison 2022/23 an als Scout für die St. Louis Blues tätig, bei denen er im Juni 2024 als Assistenztrainer von Headcoach Drew Bannister verpflichtet wurde.

### Trainerstationen
| Jahre     | Anzahl Saisons                                          | Verein                | Liga  | Posten      | erreichte Playoffs | erreichte Titel                            |
| 1996–2000 | 4                                                       | Hull Olympiques       | QMJHL | Cheftrainer | 2                  | Memorial Cup 1997, Coupe du President 1997 |
| 2000–2003 | 3 (im Januar 03 zum Cheftrainer von Montréal befördert) | Hamilton Bulldogs     | AHL   | Cheftrainer | 2                  | keine                                      |
| 2003–2006 | 3                                                       | Canadiens de Montréal | NHL   | Cheftrainer | 1                  | keine                                      |
| 2006–2007 | 1                                                       | New Jersey Devils     | NHL   | Cheftrainer | 1                  | keine                                      |
| 2007–2017 | 10                                                      | Boston Bruins         | NHL   | Cheftrainer | 6                  | Stanley Cup 2011                           |
| seit 2017 |                                                         | Canadiens de Montréal | NHL   | Cheftrainer |                    |                                            |

## Erfolge und Auszeichnungen

### Als Spieler
- CHL Second All-Star Team 1983
- AHL Second All-Star Team 1989

### Als Trainer
- Memorial Cup 1997
- Coupe du Président 1997
- Louis A. R. Pieri Memorial Award 2003 (zusammen mit Geoff Ward)
- Jack Adams Award 2009
- Stanley Cup 2011
- Goldmedaille beim World Cup of Hockey 2016 (als Assistenztrainer)